# Herodiada
Herodiada (ur. ok. 15 p.n.e., zm. po 39) – wnuczka Heroda Wielkiego. Siostra Heroda Agryppy I. Była najpierw żoną Heroda III (Heroda Boethosa, Heroda Filipa I), którego później porzuciła, aby poślubić jego brata Heroda Antypasa, tetrarchę Galilei i Perei. Małżeństwo to, jako niezgodne z żydowskim prawem, wywołało powszechne oburzenie. Żydówka Herodiada doprowadziła do stracenia Jana Chrzciciela, otwarcie potępiającego ten związek. W 39 roku, gdy jej drugi mąż został pozbawiony tetrarchii, udała się z nim na wygnanie. Z pierwszego małżeństwa miała córkę Salome III.

## Wywód przodków
| 4. Herod Wielki |  |                |  |  |              |
|                 |  | 2. Arystobul I |  |  |              |
| 5. Mariamme I   |  |                |  |  |              |
|                 |  |                |  |  | 1. Herodiada |
| 6. Kostobar I   |  |                |  |  |              |
|                 |  | 3. Berenika I  |  |  |              |
| 7. Salome I     |  |                |  |  |              |
|                 |  |                |  |  |              |

## Dzieciństwo i małżeństwo z Herodem III
Herodiada była córką Arystobula i Bereniki. Miała trzech braci: Heroda z Chalkis, Arystobula i Heroda Agryppę I. Jej siostrą była Mariamme IV, prawdopodobnie pierwsza żona Heroda Archelaosa. Badacze nie są zgodni, czy była starszą, czy młodszą córką Arystobula.
W 7 p.n.e. Herod Wielki, w wyniku intryg pałacowych, kazał stracić m.in. swojego syna Arystobula. Później jednak otoczył opieką osierocone przez niego dzieci. Postanowił też, że Herodiada poślubi swojego stryja, Heroda III (Heroda Boethosa, Heroda Filipa I).
Około 1 p.n.e. Herodiada poślubiła Heroda III. W jednej z wersji testamentu Heroda Wielkiego miał być nawet następcą ojca, jednak ostatecznie został pominięty przy dziedziczeniu. Z tego powodu Herodiada i Herod Boethos żyli jako osoby prywatne. Mieli jedno dziecko – córkę Salome III.

## Małżeństwo z Herodem Antypasem
Herodiada porzuciła swojego męża. Między jesienią 27 a wiosną 30 roku poślubiła jego brata – Heroda Antypasa, tetrarchę Galilei i Perei. Drugi mąż Herodiady, podobnie jak pierwszy, był jej stryjem. Związek ten wywołał oburzenie wśród Żydów, ponieważ ich prawo zakazywało małżeństwa z żoną brata.
Małżeństwo Heroda Antypasa i Herodiady miało też konsekwencje polityczne. Herod Antypas, aby poślubić bratanicę, oddalił swoją pierwszą żonę, córkę Aretasa IV, króla Petry. Spowodowało to pogorszenie stosunków między dwoma władcami, aż doprowadziło do wojny na przełomie 36 i 37 roku.
Herodiada przez swoją babkę Mariamme I pochodziła z dynastii Hasmoneuszy, więc małżeństwo z nią wzmacniało pozycję Heroda Antypasa w ewentualnych staraniach o królewską koronę.
Pojawiła się hipoteza, że po rozwodzie z pierwszym mężem Herodiada poślubiła innego szwagra tetrarchę Filipa, a dopiero po jego śmierci Heroda Antypasa; nie cieszy się ona popularnością w literaturze przedmiotu.

## Herodiada a śmierć Jana Chrzciciela

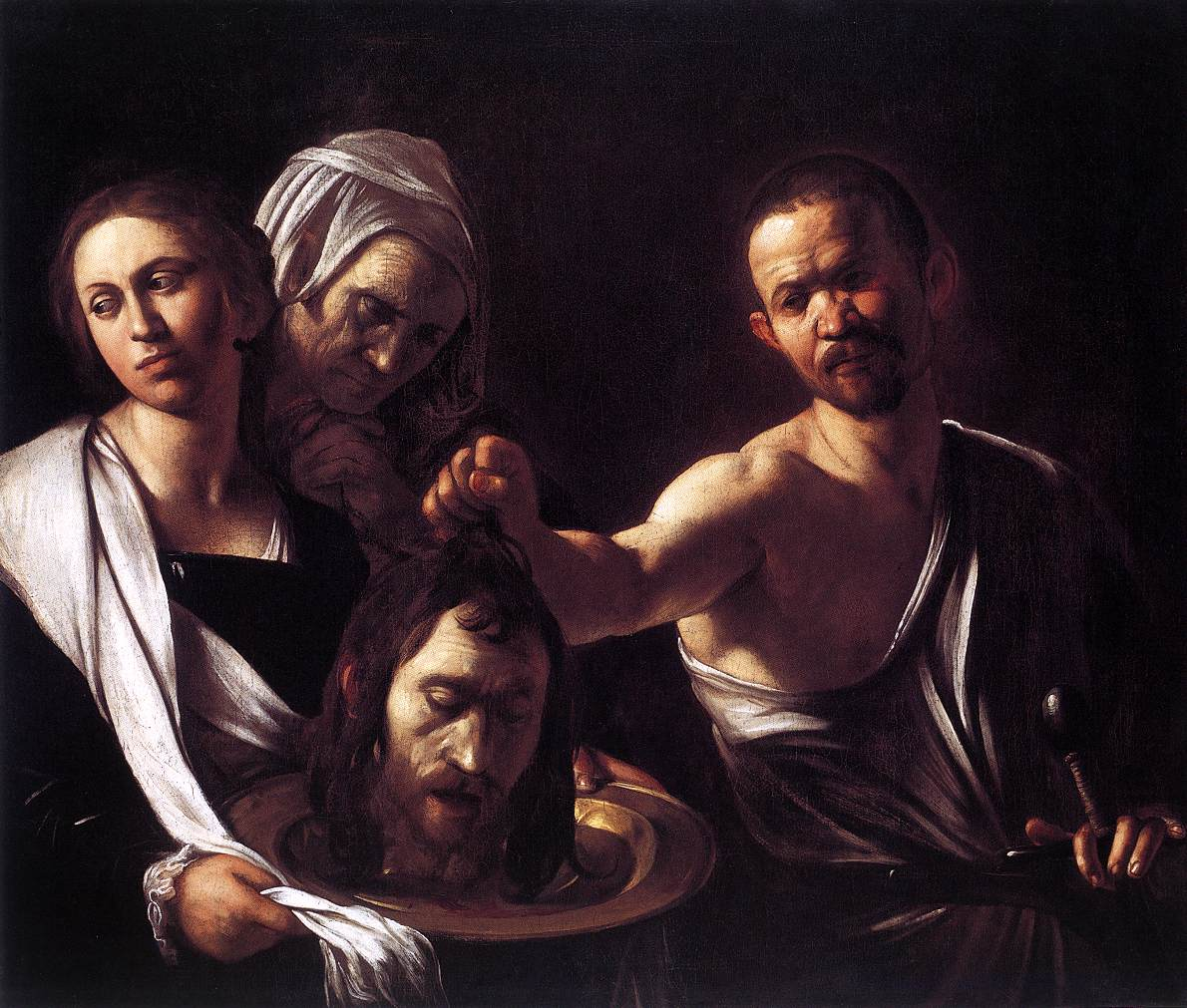
„Salome z głową Jana Chrzciciela” – Caravaggio

Jak podają Ewangelia według świętego Mateusza i Ewangelia według świętego Marka małżeństwo Herodiady i Heroda Antypasa jako niezgodne z prawem krytykował Jan Chrzciciel. Antypas, pod wpływem żony, kazał uwięzić proroka. Herodiada pragnęła go zgładzić, jednak na to jej mąż nie przystał. Uległ dopiero w dniu urodzin, kiedy oczarowany tańcem Salome III zgodził się spełnić każde jej życzenie. Salome po konsultacji z matką zażądała głowy Jana Chrzciciela. Herod Antypas kazał ściąć Jana Chrzciciela.
Według Dawnych dziejów Izraela Józefa Flawiusza tetrarcha Galilei i Perei obawiał się, że Jan Chrzciciel może pociągnąć lud do buntu. Kazał go uwięzić w twierdzy Macheront na wschodnim wybrzeżu Morza Martwego i tam stracić.

Herod bowiem kazał pochwycić Jana i związanego wrzucić do więzienia. Powodem była Herodiada, żona jego brata Filipa. Jan bowiem upominał go: „Nie wolno ci jej trzymać”. Chętnie też byłby go zgładził, bał się jednak ludu, ponieważ miano go za proroka. Otóż, kiedy obchodzono urodziny Heroda, tańczyła wobec gości córka Herodiady i spodobała się Herodowi. Zatem pod przysięgą obiecał jej dać wszystko, o cokolwiek poprosi. A ona przedtem już podmówiona przez swą matkę: „Daj mi – rzekła – tu na misie głowę Jana Chrzciciela!” Zasmucił się król. Lecz przez wzgląd na przysięgę i na współbiesiadników kazał jej dać. Posłał więc i kazał ściąć Jana w więzieniu. Przyniesiono głowę jego na misie i dano dziewczęciu, a ono zaniosło ją swojej matce.

Ten bowiem Herod kazał pochwycić Jana i związanego trzymał w więzieniu, z powodu Herodiady, żony brata swego Filipa, którą wziął za żonę. Jan bowiem wypominał Herodowi: „Nie wolno ci mieć żony twego brata”. A Herodiada zawzięła się na niego i rada byłaby go zgładzić, lecz nie mogła. Herod bowiem czuł lęk przed Janem, znając go jako męża prawego i świętego, i brał go w obronę. Ilekroć go posłyszał, odczuwał duży niepokój, a przecież chętnie go słuchał. Otóż chwila sposobna nadeszła, kiedy Herod w dzień swoich urodzin wyprawił ucztę swym dostojnikom, dowódcom wojskowym i osobom znakomitym w Galilei. Gdy córka tej Herodiady weszła i tańczyła, spodobała się Herodowi i współbiesiadnikom. Król rzekł do dziewczęcia: „Proś mię, o co chcesz, a dam ci”. Nawet jej przysiągł: „Dam ci, o co tylko poprosisz, nawet połowę mojego królestwa”. Ona wyszła i zapytała swą matkę: „O co mam prosić?” Ta odpowiedziała: „O głowę Jana Chrzciciela”. Natychmiast weszła z pośpiechem do króla i prosiła: „Chcę, żebyś mi zaraz dał na misie głowę Jana Chrzciciela”. A król bardzo się zasmucił, ale przez wzgląd na przysięgę i na biesiadników nie chciał jej odmówić. Zaraz też król posłał kata i polecił przynieść głowę Jana. Ten poszedł, ściął go w więzieniu i przyniósł głowę na misie; dał ją dziewczęciu, a dziewczę dało swej matce.

## Dalsze losy Herodiady
W 37 roku nowy cesarz rzymski Kaligula mianował swojego ulubieńca Heroda Agryppę I, brata Herodiady, królem Batanei, Gaulanitydy, Trachonu i Paneas (dawnej tetrarchii Filipa). Ambitna Herodiada namówiła swojego męża, aby udał się do Rzymu i starał się o tytuł królewski. W międzyczasie Herod Agryppa I doniósł Kaliguli, że Antypas gromadzi wielkie zapasy broni. Ten na miejscu nie potrafił się z tego wytłumaczyć przed cesarzem. Nie otrzymał korony, a dodatkowo stracił swoją tetrarchię i został skazany na wygnanie w 39 roku.
Galilea i Perea przypadły Herodowi Agryppie I.
Kaligula pozwolił Herodiadzie pozostać na dworze Heroda Agryppy I. Ta jednak odmówiła i udała się wraz z mężem na wygnanie do Lugdunum Convenarum (obecnie Saint-Bertrand-de-Comminges).
Jej dalsze losy nie są znane. Przypuszcza się, że zmarła niedługo po skazaniu na wygnanie.

## Herodiada w literaturze pięknej
Rola jaką odegrała przy śmierci Jana Chrzciciela sprawiła, że Herodiada pojawiła się w wielu utworach literackich. Wśród nich znajdują się m.in.:
- epos Heliand (pierwsza połowa IX w.),
- dramat Johannes decollatus Jacoba Schoeppera (1546),
- tragedia Tragoedia Joannis des Heiligen Vorläuffers und Täuffers Christi Jesu Johannesa Aala (1549),
- łaciński wiersz Na obraz Herodiady z głową Jana Chrzciciela Mikołaja Sępa Szarzyńskiego (wyd. 1601)[8],
- wierszowany utwór Herodes und Herodias Christiana Fürchtegotta Gellerta (1746),
- dramat Johannes der Vorläufer Leonharda Meistera (1833)
- dramat Johannes Friedricha Adolfa Krummachera (1813),
- dramat Erodiade Silvia Pellico (1833),
- poemat Atta Troli Heinricha Heinego (1847),
- zachowana jedynie we fragmentach tragedia Herodiada Stéphane’a Mallarmé (1869),
- opowiadanie Hérodias Gustawa Flauberta (1877),
- powieść Merlin Paula Heysego (1892),
- sztuka Salomé Oscara Wilde’a (1894),
- opera Salome Richarda Straussa (1905) oparta na sztuce Oscara Wilde’a pod tym samym tytułem,
- dramat Uczta Herodiady Jana Kasprowicza (1905),
- dramat Herodes a Herodias Pavola Országha Hviezdoslava (1909),
- powieść Wielki rybak Lloyda C. Douglasa (1948),
- powieść Poncjusz Piłat Paula L. Maiera (1968).

## Herodiada w muzyce
- Jules Massenet napisał według opowiadania Gustawa Flauberta operę Herodiada, wystawioną po raz pierwszy w 1881 w Brukseli.